# Cabillus nigromarginatus
Cabillus nigromarginatus je paprskoploutvá ryba z čeledi hlaváčovití (Gobiidae).
Druh byl popsán roku 2013 Marcelem Kovačićem a Sergejem Bogorodským

## Popis a výskyt
Maximální délka této ryby je 2,5 cm.
Tělo je mírně protáhlé a vzadu bočně stlačené. Hlava a tělo mají bílé zbarvení s tmavým sedlováním, skvrnami na bocích a základně ocasní ploutve. Mezi očima je trojúhelníkovitá skvrna, jež šikmo přechází přes každé oko směrem dolů a dává vzniknout nezřetelné černé lince na horní čelisti. Přední část hlavy je narůžovělá.
Byla nalezena ve vodách západního Indického oceánu. Obývá vodu hloubky 18–21 m.